# Вартоп (Долж)
Вартоп (рум. Vârtop) насеље је и општина у Румунији у жупанији Долж. Oпштина се налази на надморској висини од 135 m.

## Историја
Насеље се први пут помиње у документима 1619. године, па 1676. године.
Место је било у другој половини 19. века било мошеја (спахилук) српског богаташа Мише Анастасијевића. Суд у Крајови је 1867. године потврдио куповину поседа обављену 1864. године. Убрзо након Мишине смрти, априла 1885. године лицитирана је продаја тог имања. Информације је пружао Димитрије Германи.

## Становништво
Према подацима из 2002. године у насељу је живело 1836 становника.

### Попис2002.
| Расподела становништва по националности 2002.‍ | Расподела становништва по националности 2002.‍ | Расподела становништва по националности 2002.‍ | Расподела становништва по националности 2002.‍ | Расподела становништва по националности 2002.‍ |
| --------------------------------------------- | --------------------------------------------- | --------------------------------------------- | --------------------------------------------- | --------------------------------------------- |
|                                               |                                               |                                               |                                               |                                               |
| Румуни                                        | Румуни                                        |                                               | 1.423                                         | 77,5%                                         |
| Роми                                          | Роми                                          |                                               | 413                                           | 22,5%                                         |